# Odi et amo
Odi et amo (lit. "odio y amo") es el famoso Carmen 85 del poeta romano Catulo. El poema dice así:

| Odi et amo. Quare id faciam, fortasse requiris. Nescio, sed fieri sentio et excrucior. | Odio y amo. Cómo hago esto, quizá preguntes. No sé, pero siento que sucede y me atormenta. |

## Análisis
El contraste que provocan los sentimientos del amor es un tópico de toda la literatura de todos los tiempos y en todos los países. De hecho el motivo en sí no es original. Ya siglos antes Safo planteó un dilema similar y resumió esta paradoja en una sola palabra: glukuprikon, agridulce.  Igualmente, Anacreonte ya había dicho: "De nuevo amo y ya no amo, enloquezco y no enloquezco." (Anacreonte 79D). Pero en Catulo hay algo más. Es el saber de la dificultad, como en Anacreonte, cierto, pero el drama es más agudo con la triste constatación de que tal dificultad es independiente de la voluntad humana. Al poeta no le queda otra opción que darse cuenta de la situación y por tanto, sufrir. El poeta mexicano Octavio Paz agrega sobre el poema: "en efecto el amor es una pasión misteriosa, hecha de opuestos, deseo y temor, ternura y celos, ferocidad y caricias, egoísmo y desinterés". Desde el punto de vista compositivo, el poema es muy notable por carecer de sustantivos y adjetivos: está hecho de verbos, adverbios, conjunciones, pronombres. El verbo que lo cierra: excrucior (literalmente: "estoy en la cruz") es a la vez preciso y de gran amplitud semántica. Por una parte, el suplicio del crucificado es una metáfora elocuente de la condición del amante, pendiente de dos pasiones opuestas y desgarrado por ellas; por otra, la cruz era el castigo para los esclavos rebeldes: Catulo, en otros poemas, se ve a sí mismo como esclavo de Lesbia (así en el Carmen 75, Huc est mens deducta tua, mea Lesbia, culpa; o en el 63, sobre el mito de Atis que sacrifica su virilidad a la diosa Cibeles).  Carl Orff puso música en Catulli Carmina. También el compositor Jóhann Jóhannsson compuso música para el Carmen 85. 